# Pont-Landry
Pour les articles homonymes, voir Pont Landry, Landry et pont (toponyme).
Pont-Landry est un village canadien situé dans le Gloucester, au nord-est du Nouveau-Brunswick. C'est un district de services locaux fusionné au Grand Tracadie-Sheila le 1er juillet 2014.

## Toponyme

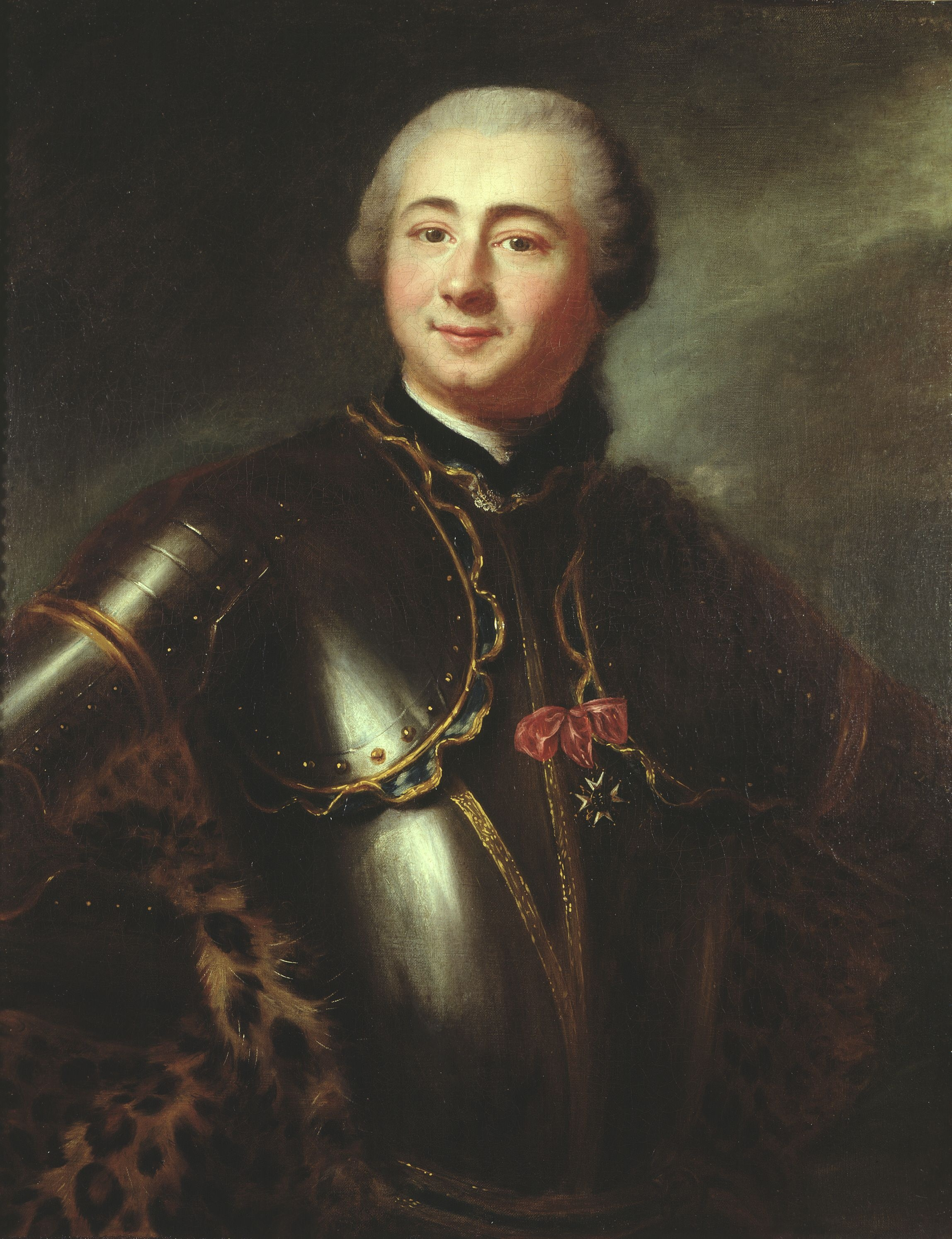
Charles Deschamps de Boishébert.

Pont-Landry est possiblement nommé ainsi en l'honneur de Dosithée Landry, qui avait deux terres au niveau du pont du ruisseau Gaspereau. Le hameau de Boishébert rend hommage à Charles Deschamps de Boishébert (1727-1797), un officier de la marine française s'étant illustré en Acadie.

## Géographie

### Situation
Pont-Landry est situé au centre de la Péninsule acadienne, au nord de la ville de Tracadie-Sheila. Le village est bordé au sud-est par la baie de Tracadie. Le principal cours d'eau est le ruisseau Gaspereau et il y a le lac des Losier, au nord-est. Le terrain est escarpé, étant composé principalement par la vallée du ruisseau Gaspereau. Le point le plus haut est à environ 60 mètres d'altitude. Le territoire du DSL est légalement séparé entre les paroisses civiles de Saint-Isidore, Saumarez et Inkerman.
Pont-Landry est généralement considéré comme faisant partie de l'Acadie.

### Hameaux
Pont-Landry s'organise autour du magasin-général, situé au bord du pont du ruisseau Gaspereau. Quelques dizaines de maisons, l'école et l'église se trouvent à proximité. Losier Settlement est situé légèrement au sud. C'est le hameau le plus important mais il compte surtout des résidences, situées le long de la route 11. Au nord de Pont-Landry, dans le fond de la vallée, se trouve Gaspereau, de caractère rural. À deux kilomètres au sud du pont, au bord de l'estuaire du ruisseau, s'élève Petit-Gaspereau, aussi rural. Boishébert est situé à trois kilomètres à l'est du pont, sur la route de Saint-Isidore. C'est un secteur rural situé au sommet d'une petite colline.

### Géologie
Le sous-sol de Pont-Landry est composé principalement de roches sédimentaires du groupe de Pictou datant du Pennsylvanien (entre 300 et 311 millions d'années).

## Histoire
Pont-Landry est situé dans le territoire historique des Micmacs, plus précisément dans le district de Sigenigteoag, qui comprend l'actuel côte Est du Nouveau-Brunswick, jusqu'à la baie de Fundy.
En 1689, le Français Michel Degrez reçoit une seigneurie occupant une lieue du littoral et s'allongeant sur une lieue dans la vallée de la rivière. Il vivait possiblement avec les Micmacs et après quelques années sur les lieux, le seigneur Degrez s'en alla à Boston. Il devait 200 livres à Philippe Hesnault, seigneur de.
Le 17 août 1693, le Conseil souverain donne la concession de Pokemouche à Philippe Hesnault, de Nipisiguit, lui ajoutant trois lieues de largeur dans la vallée, un territoire qui inclut l'actuel Pont-Landry. Michel Degrez, qui possédait auparavant la seigneurie, devait 200 livres à Hesnault, ce qui explique probablement cette décision. Hesnault ne s'établit pas sur les lieux et d'autres marchands en profitent pour chasser sur ses terres. Il porte plainte au Conseil et obtient gain de cause le 30 août 1705 contre le directeur général de la Compagnie de Mont-Louis, Jean de Clarmont. On ne sait pas avec précision ce qui est arrivé au fief de Pokemouche après la mort d'Hesnault.
En 1825, le territoire est touché par les Grands feux de la Miramichi, qui dévastent entre 10 000 km2 et 20 000 km2 dans le centre et le nord-est de la province et tuent en tout plus de 280 personnes,.
La Caisse populaire de Pont-Landry est fondée en 1946 et fusionne avec celle de Saint-Isidore en 2000 pour former la Caisse populaire le lien d'or. L'école La Passerelle est inaugurée en 1990.
Pont-Landry est l'une des localités organisatrices du IVe Congrès mondial acadien, en 2009. La caisse populaire ferme ses portes le 26 avril 2012. L'entreprise norvégienne Jiffy Products ouvre une usine de transformation de la tourbe à Losier Settlement en 2015.

## Démographie
Le village comptait 1211 habitants en 2006, comparativement à 1342 en 2001, soit une baisse de 9,8 %. Il y avait 515 logements privés, dont 464 occupés par des résidents habituels.

## Administration

### Comité consultatif
En tant que district de services locaux, Pont-Landry est administré directement par le Ministère des Gouvernements locaux du Nouveau-Brunswick, secondé par un comité consultatif élu composé de cinq membres dont un président.

### Commission de services régionaux
Pont-Landry fait partie de la Région 4, une commission de services régionaux (CSR) devant commencer officiellement ses activités le 1er janvier 2013. Contrairement aux municipalités, les DSL sont représentés au conseil par un nombre de représentants proportionnel à leur population et leur assiette fiscale. Ces représentants sont élus par les présidents des DSL mais sont nommés par le gouvernement s'il n'y a pas assez de présidents en fonction. Les services obligatoirement offerts par les CSR sont l'aménagement régional, l'aménagement local dans le cas des DSL, la gestion des déchets solides, la planification des mesures d'urgence ainsi que la collaboration en matière de services de police, la planification et le partage des coûts des infrastructures régionales de sport, de loisirs et de culture; d'autres services pourraient s'ajouter à cette liste.
Le 1er juillet 2014, Pont-Landry rejoindra la nouvelle municipalité régionale du Grand Tracadie-Sheila. Cette constitution fait suite à un plébiscite tenu en décembre 2013. La nouvelle municipalité comprendra dix-neuf autres districts de services locaux ainsi que la ville de Tracadie-Sheila.

### Représentation
Nouveau-Brunswick: Pont-landry fait partie de la circonscription de Centre-Péninsule—Saint-Sauveur, qui est représentée à l'Assemblée législative du Nouveau-Brunswick par Denis Landry, du Parti libéral. Il fut élu en 2003 puis réélu en 2008 et en 2010.
 Canada: Pont-Landry fait partie de la circonscription fédérale d'Acadie-Bathurst. Cette circonscription est représentée à la Chambre des communes du Canada par Yvon Godin, du NPD. Il fut élu lors de l'élection de 1997 contre le député sortant Doug Young, en raison du mécontentement provoqué par une réforme du régime d’assurance-emploi.

### Chronologie municipale
1814 : La paroisse de Saumarez est formée à partir d'une portion de la paroisse d'Alnwick et de terres non constitués, dans le comté de Northumberland.
1826 : Le comté de Gloucester est formé à partir des paroisses d'Alnwick et de Beresford.
1831 : La paroisse de Caraquet et la paroisse de New Bandon sont formées à partir de la paroisse de Saumarez.
1867 : Confédération canadienne.
1876 : Le comté de Gloucester est constitué en municipalité.
1881 : La paroisse de Saint-Isidore est formée à partir de portions des paroisses de Saumarez et d'Inkerman.
1966 : La municipalité du comté de Gloucester est dissoute. La paroisse de Saumarez devient un district de services locaux. Le DSL de Sheila et la ville de Tracadie sont constitués dans la paroisse.
1984 : Les DSL suivants sont constitués dans la paroisse de Saumarez: Benoit, Gauvreau–Petit-Tracadie, Haut-Sheila, Leech, Pointe-à-Bouleau, Pont-Landry, Rivière-à-la-Truite, Rivière-du-Portage–Tracadie Beach, Saint-Irénée-et-Alderwood, Saint-Pons, Saumarez et Val-Comeau,.

## Économie
Entreprise Péninsule, un organisme basé à Tracadie-Sheila faisant partie du réseau Entreprise, a la responsabilité du développement économique de la région.
L'économie de la Péninsule acadienne est basée sur les ressources naturelles ainsi que les services et la fabrication. En fait, le développement au village est avant tout résidentiel et l'une des principales opportunités économiques sont les emplois dans la fonction publique à Caraquet et Tracadie-Sheila. La population active est d'ailleurs très mobile et 20 % des hommes de la Péninsule travaillent à l'extérieur .

## Vivre à Pont-Landry

### Éducation

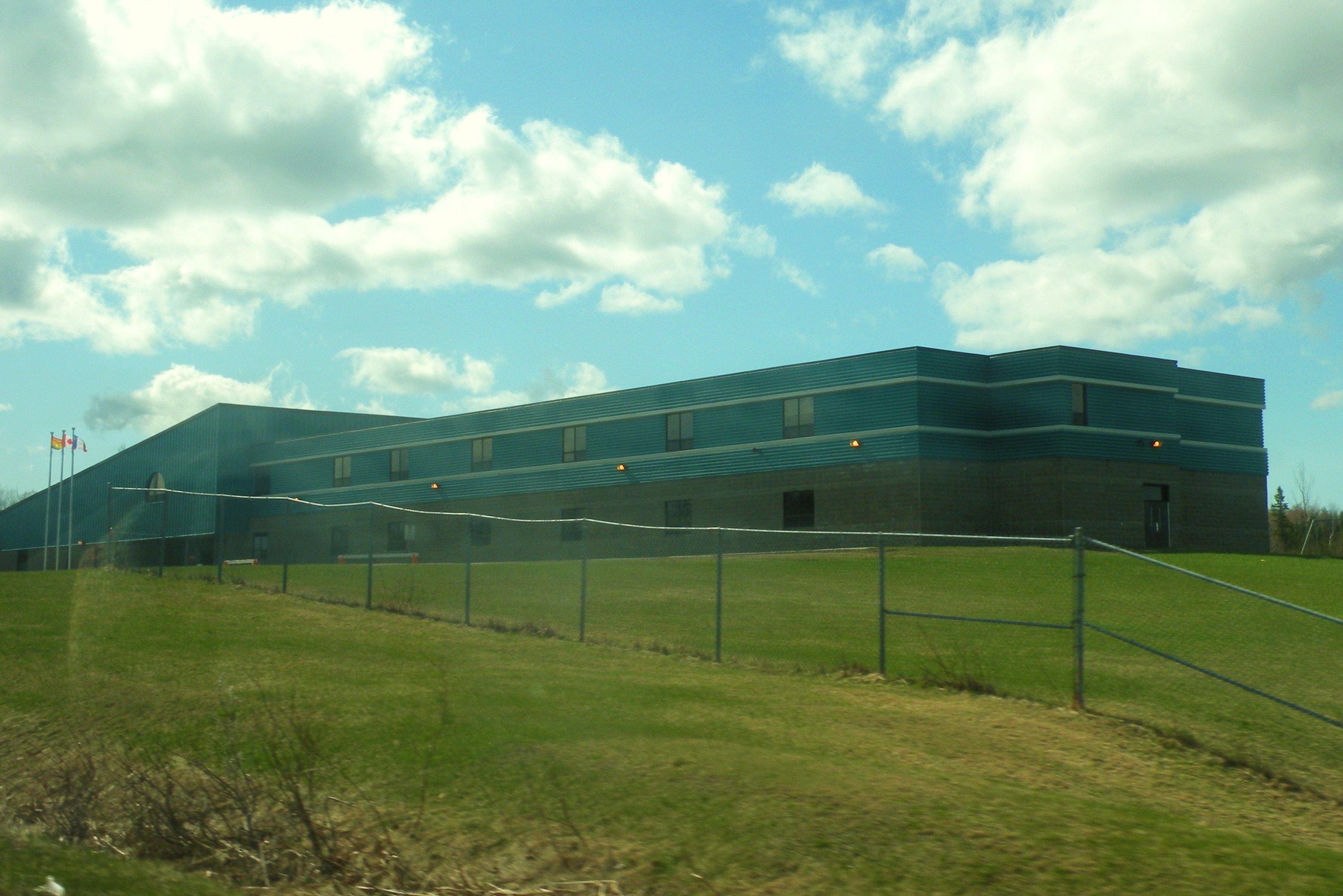
L'école La Passerelle.

L'école La Passerelle accueille environ 250 élèves de la maternelle à la 8e année. C'est une école publique francophone faisant partie du sous-district 7 du district scolaire Francophone Nord-Est. Les étudiants de la 9e à la 12e année doivent se rendre à Tracadie-Sheila. La ville de Shippagan compte le CCNB-Péninsule acadienne et un campus de l'Université de Moncton.
Il y a une bibliothèque publique à Tracadie-Sheila. Le bibliobus du Nord fait toutefois un arrêt à Pont-Landry.
Les anglophones bénéficient d'une école à Brantville accueillant les élèves de la maternelle à la huitième année. Ils doivent ensuite poursuivre leurs études à Miramichi. Les établissements d'enseignement supérieurs anglophones les plus proches sont à Fredericton ou Miramichi.

### Autres services publics
La population est dépendante des localités environnantes, notamment Tracadie-Sheila et Caraquet, pour la majeure partie de ses services. Le bureau de poste et le détachement de la Gendarmerie royale du Canada les plus proches sont d'ailleurs situés à Tracadie-Sheila. Le poste d'Ambulance Nouveau-Brunswick et l'hôpital les plus proches sont aussi à Tracadie-Sheila.
Les routes 11 et 160 desservent le territoire. De plus, un sentier suivant le tracé de l'ancien chemin de fer Caraquet & Gulf Shore traverse le village.
Existant depuis le 20 juillet 1995, la Commission de gestion des déchets solides de la Péninsule acadienne (COGEDES) a son siège-social à Caraquet. Les déchets sont transférés au centre de transbordement de Tracadie-Sheila et les matières non-recyclables sont ensuite enfouies à Allardville.
Les francophones bénéficient du quotidien L'Acadie nouvelle, publié à Caraquet, ainsi que de l'hebdomadaire L'Étoile, de Dieppe. Les anglophones bénéficient quant à eux du quotidien Telegraph-Journal, publié à Saint-Jean.

## Culture

### Architecture et monuments

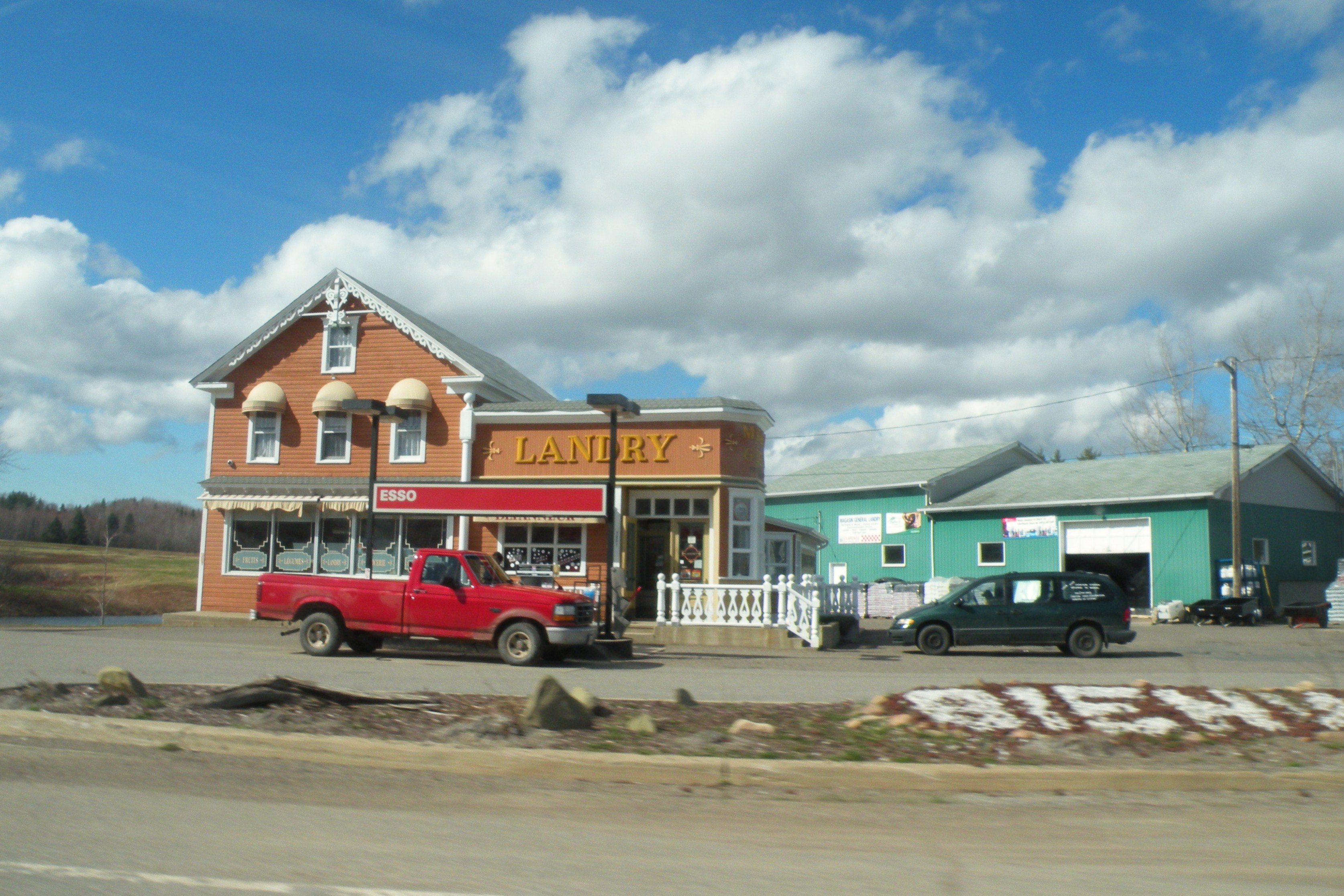
Le magasin général.

Le magasin général, situé au centre du village, date de 1908. Il a été rénové en 1993 dans son style original. Il avait autrefois une scierie et une laiterie.
L'église des Saint-Martyrs-Canadiens est de style moderne. Elle fut construite en 1992. Ses œuvres comprennent un tableau, une statue des Saints-Martyrs-Canadiens et une statue de Saint-Joseph, qui furent tous endommagés par des vandales en 2005.

### Personnalités
- Eldred Savoie (né en 1948), journaliste politique.